# Tōi yamanami no hikari
Tōi yamanami no hikari (遠い山なみの光?) è un film del 2025 diretto, sceneggiato e montato da Kei Ishikawa, basato sul romanzo Un pallido orizzonte di colline di Kazuo Ishiguro.

## Trama
1982. Un'aspirante scrittrice britannica di origini nipponiche vorrebbe scrivere un libro sulle esperienze di madre Etsuko nella Nagasaki del dopoguerra. Etsuko, tormentata dal suicidio della figlia maggiore, inizia a ripercorrere i suoi ricordi del 1952, tra cui l'incontro con Sachiko e la figlia minore Mariko.

## Distribuzione
Il film è stato presentato in anteprima il 15 maggio 2025 nella sezione Un Certain Regard del 78º Festival di Cannes. Sarà distribuito nelle sale cinematografiche giapponesi a partire dal 5 settembre 2025.

## Riconoscimenti
- 2025 – Festival di Cannes
  - In concorso per il premio Un Certain Regard